# Carlo Azzali
Carlo Azzali (Parma, 7 aprile 1936 – 12 febbraio 1992) è stato un calciatore e allenatore di calcio italiano, di ruolo centrocampista.
Anche suo fratello Giorgio Azzali (1944), di otto anni più piccolo, è stato un calciatore.

## Carriera
Ha giocato in Serie B con Parma, Livorno e Perugia, per un totale di 160 presenze e 7 reti in seconda serie.

## Palmarès

### Giocatore

#### Competizioni nazionali
- Campionato italiano Serie C: 1

Perugia: 1966-1967 (girone B)

### Allenatore

#### Competizioni nazionali
- Serie D: 1

Ravenna: 1971-1972